# Wladimir Fomitschow
Wladimir Fomitschow (russisch Владимир Фомичёв) ist ein früherer russischer Bogenbiathlet.
Wladimir Fomitschow wurde beim Massenstartrennen des Top-15-Turniers in Pokljuka Neunter. Er gewann bei den Europameisterschaften 2001 in Pokljuka gemeinsam mit Juri Ustinow, Maxim Menschikow und Andrei Markow mit der russischen Staffel hinter der Vertretung Frankreichs und vor den Italienern die Silbermedaille. Noch erfolgreicher war er bei den Weltmeisterschaften 2001 in Kubalonka, wo er mit Iwan Maslennikow, Menschikow und Markow zur siegreichen Staffel gehörte. Diesen Erfolg konnte Fomitschow bei den Weltmeisterschaften 2003 in Krün wiederholen und an der Seite von Igor Samoilow, Maslennikow und Markow den Titel gewinnen.